# Katangania
Katangania is een geslacht van hooiwagens uit de familie Assamiidae.
De wetenschappelijke naam Katangania is voor het eerst geldig gepubliceerd door H. Kauri in 1985. 

## Soorten
Katangania is monotypisch en omvat slechts de volgende soort:
- Katangania monticola